# آلیک جفری
آلیک جفری (انگلیسی: Alick Jeffrey; ۲۹ ژانویهٔ ۱۹۳۹ – ۲۲ نوامبر ۲۰۰۰) بازیکن فوتبال اهل بریتانیا بود.
از باشگاه‌هایی که در آن بازی کرده‌است می‌توان به باشگاه فوتبال لینکولن سیتی، باشگاه فوتبال دونکستر راورز، و باشگاه فوتبال وورکساپ تاون اشاره کرد.